# Hana Financial Group
Hana Financial Group (кор. 하나금융그룹) — финансовая группа Республики Корея. Включает Hana Bank, Hana Financial Investment, KEB Hana Card и другие компании в сферах банкинга и страхования. Имеет самую широкую из корейских банков зарубежную сеть отделений.

## История
История группы началась в 1971 года с основания финансовой компании Korea Investment & Finance. В 1991 году компания была реорганизована в коммерческий банк Hana Bank. В 1998 году Hana Bank поглотил Chungchong Bank и Boram Bank, а в 2002 году был куплен Seoul Bank.
В 2005 году с покупкой Daehan Investment and Securities, второй крупнейшей в Корее компании по управлению активами, была сформирована Hana Financial Group. В 2012 году Hana Financial Group приобрела контрольный пакет акций Korea Exchange Bank (KEB) у Lone Star Funds за 2 трлн южнокорейских вон. Окончательно этот банк вошёл в состав группы в 2015 году.

## Деятельность
Из выручки 8,6 трлн южнокорейских вон в 2020 году 5,8 трлн составил чистый процентный доход, 2,2 трлн пришлось на комиссионный доход. Из 460 трлн вон активов 310 трлн составили выданные кредиты; принятые депозиты составили 296 трлн вон. Основной составляющей группы является Hana Bank, на него приходится 82 % активов и 70 % выручки. 93 % выручки приходится на Республику Корея, группа присутствует ещё в 23 странах, наиболее значимо в Мьянме, КНР и Индонезии.
Основные подразделения:
- розничный банкинг — 21,4 млн клиентов
- корпоративный банкинг — 403 тысячи клиентов малого и среднего бизнеса
- кредитные карты — 6 млн клиентов
- инвестиционный банкинг и управление активами
- пенсионные и трастовые фонды[1]

Основные дочерние компании:
- Hana Bank — коммерческий банк
- Hana Financial Investment — инвестиционная компания
- KEB Hana Card — выпуск кредитных карт
- Hana Capital — кредитование компаний
- Hana Life — страхование жизни
- Hana Insurance — автострахование
- Hana Savings Bank — сберегательный банк
- Hana Asset Trust — управление активами
- Hana Alternative Asset Management — управление активами
- Hana F&I — скупка просроченных кредитов
- Hana Ventures — венчурные инвестиции
- Hana Investors Services — управление инвестиционными фондами
- Hana TI — обработка финансовой информации
- Finnq — банкинг через мобильные приложения (совместное предприятие с SK Telecom)
- Hana Bank (China) Co., Ltd. — дочерний банк в КНР
- PT. Bank KEB Hana Indonesia — дочерний банк в Индонезии